# Железничка станица Старо Трубарево
Железничка станица Старо Трубарево је једна од железничких станица на прузи Београд—Ниш. Налази се насељу Трубарево у општини Ћићевац. Пруга се наставља у једном смеру ка Ђунису и у другом према према Браљини. Железничка станица Старо Трубарево састоји се из 2 колосека.